# Réticulocytose
La réticulocytose exprime le nombre de réticulocytes dans le sang circulant, elle est fournie par l'examen des cellules sanguines appelé hémogramme.

Hématopoïèse chez l'Homme

Les réticulocytes sont de jeunes érythrocytes (ou globules rouges), fraîchement sortis de la moelle osseuse. Le taux de réticulocytes traduit donc l'activité de l'érythropoïèse médullaire, c'est-à-dire l'intensité de la production de globules rouges. 
Normalement, ils représentent 0,5 à 2 % du nombre total de globules rouges, soit 50 +/- 25 × 109 réticulocytes par litre, pour un taux d'hémoglobine normal. En effet, en cas d'anémie et de chute de l'hémoglobinémie, la production de globules rouges et donc la réticulocytose doit augmenter pour compenser. 
- Si c'est le cas (réticulocytose > 150 × 109), on parle d'anémie régénérative,
- si ce n'est pas le cas (réticulocytose < 100 × 109), on parle d'anémie non régénérative ou arégénérative ce qui fait évoquer un problème médullaire.